# كريس روز
كريس روز (بالإنجليزية: Chris Rose)‏ هو صحفي أمريكي، ولد في 1960.